# Ectopatria xerampelina
Ectopatria xerampelina là một loài bướm đêm thuộc họ Noctuidae. Nó được tìm thấy ở Tây Úc và Nam Úc.